# Neodexiopsis cirratipila
Neodexiopsis cirratipila är en tvåvingeart som beskrevs av John Otterbein Snyder 1957. Neodexiopsis cirratipila ingår i släktet Neodexiopsis och familjen husflugor. Inga underarter finns listade i Catalogue of Life.